# 1964년 칸 영화제
제17회 칸 영화제는 1964년 4월 29일부터 1964년 5월 14일까지 열린 영화제이다. 프랑스 칸에서 개최되었다.

## 수상

### 황금종려상
- 쉘부르의 우산 - 자크 데미 수상

### 심사위원대상
- 모래의 여자 - 테시가하라 히로시 수상

### 여우주연상
- 펌프킨 이터 - 앤 밴크로프트 수상
- 원 포테토 투 포테토 - 바바라 배리 수상

### 남우주연상
- 파시르타 - 안탈 페이거 수상

### OCIC상
- 쉘부르의 우산 - 자크 데미 수상